# Edvard Storm
Edvard Storm (21. august 1749 – 29. september 1794) var en norsk digter og skolemand.

## Barndom og uddannelse
Edvard Storm var søn af præsten Johan Storm og dennes 2. hustru, Ingeborg Birgitta født Røring. Edvard Storm blev født i Vågå Præstegæld (i Gudbrandsdalen), hvor faderen den gang var ansat. I Vaage præstegård tilbragte Storm de første 12 år af sit liv, indtil han i 1761 blev optaget i Christiania lærde skole. 1765 tog han examen artium ved Københavns Universitet, men vendte i det følgende år, sandsynligvis af helbredshensyn, tilbage til faderens præstegård.
En tid var han huslærer i Lesja præstegæld, men med denne undtagelse tilbragte han årene 1766-69 i sit barndomshjem. De stærke indtryk fra barneårene af norsk dalnatur og dalliv blev i disse år fæstnede og uddybede. Som dreng havde han leget sammen med sognets bøndergutter, og som yngling holdt han sig ikke fornemt tilbage fra bondebefolkningen. Der var i præstegården en 17-årig tjenestegut, Jacob Danielsen, som Storm tog sig meget af; han underviste ham, så at han senere kunne blive skoleholder og klokker. Vi har endnu en del breve bevarede, der blev vekslede mellem de 2 mænd (det sidste fra 1777); de viser, hvor fortrolig Storm udtalte sig om de inderste åndelige spørgsmål til denne fordums tjenestekarl.
Allerede dette forhold åbenbarer nogle af de ejendommeligste træk i Storms natur: hans varme, medfølende natur, hans jævnhed og endelig den vordende skolemands trang til at fremkalde slumrende spirer, til at opdrage. Hans lyst til at tage sig af naturer, der af en eller anden grund stod i stampe, gav sig også senere smukke vidnesbyrd. En fattig, forældreløs skomagersøn i København, Lars Jørgensen – han optog senere Storms fornavn, Edvard -, sørgede han næsten helt for i et par år, indtil drengen kunne klare for sig selv, Jørgensen blev senere en anset købmand i Kongsberg. Under et sommerophold i Farum blev Storm opmærksom på en faderløs bondedreng, Poul Rasmussen, der blev hans tredje plejesøn og også optog navnet Edvard; han vandt et bekendt navn som komponist af melodien til Danmark, dejligst Vang og Vænge.
Til opholdet i Vaage præstegaard knytter sig også mindet om Storms – så vidt vi ved – både første og sidste kærlighed. Han forelskede sig i en ung bondepige fra sognet, Ragnhild Hammer. Det synes, at faderen har lagt sig imellem for at hindre en "mesalliance"; sikkert er, at de blev skilte fra hinanden. Hun blev senere gift; han døde ugift. I sin Erlands Ode til Jutulsbjærget har Storm sunget om sin Ragnhild og deres fælles ungdomsminder.
I juli 1769 tog Storm hjemme fra for i København at begynde sine studier for alvor; det var tanken, at han skulle studere teologi, men han fik aldrig embedseksamen, særlig vel fordi han tidlig af lyst til litterær virksomhed blev draget bort fra embedsstudierne, dels vel også fordi hans økonomiske forhold lagde ham hindringer i vejen. Skønt han hurtig fik Regensen, måtte han dog i mange år kæmpe med hårde kår. I anledning af sit digt Indfødsretten fik han (1778) en årlig hædersgave på 100 rigsdaler fra kongens kasse og lige så meget fra arveprinsen; lidt tjente han desuden ved undervisning og ved litterært arbejde.
Skønt Storm var nordmand, gik han dog ikke ind i det norske Selskab; han var nemlig en ivrig beundrer af Johannes Ewald og sluttede sig derfor til hans vennekreds . Men hans ophold i Norge som barn og ung mand havde dog knyttet ham nøje til dette land; hans breve viser, hvor længselsfuldt han, midt i et københavnsk vintersøle, kunne drømme om en frisk norsk vinter med ringlende slædebjæller i susende fart over den hvide sneflade. Og hans barndomsegns bygdemål, det mål, hvorpå hans Ragnhild havde talt til ham, hvor underlig dragende kunne det ikke endnu klinge i hans ører!

## Digtervirksomhed
Så skrev han 9 sange på norsk bygdemål, rimeligvis i begyndelsen af 1770'erne. Disse sange har ikke blot det mærkelige ved sig, at de er de første i deres art, på en vis måde den første spire til den norske litteratur på bokmål, men de er i sig selv det bedste, Storm har skrevet; der er over dem en naturlighed og friskhed, som intet af Storms digte på dansk ejer. Flere af dem fik så langt et liv på den norske bondestands læber, at de synges den dag i dag.
Storms digtning på dansk begynder med Bræger, et komisk heltedigt, der udkom 1774. Indholdet er det, at en degn drager ud for at samle påskeæg; men Avind, der misunder ham hans forventede nydelse, får Æolus til at blæse ham støv i øjnene, så han snubler, og alle æggene knuses. I fortalen gør forfatteren rede for, af hvilken grund han havde skrevet digtet: "Vort Sprog har stor Mangel paa sammenhængende episke Digter baade i det alvorlige og komiske Slags"; derfor har han digtet Bræger. Det komiske heltedigt blev derefter; det er for et nutidsmenneske ganske ulæseligt.
1775 udgav han, under det pseudonyme navn "Erland Sivertsen": Adskilligt paa Vers; i de følgende år kom bl.a. Indfødsretten (1778), et digt i 4 sange, og Fabler og Fortællinger i den Gellertske Smag (1778). I 1785 udgav han Samlede Digte. I forordet til dem udtaler han sig således: "Hvad jeg for Efterslægten vil vedkjendes, skal bestaa i denne Samling (Sangene paa Maalet findes ikke heri), i de forhen udgivne Fabler og Fortællinger og i de hellige Sange efter Uz’ og flere tyske Digteres Originaler. I Fald jeg efterdags lader noget trykke, skal jeg nok mage det saa, at det og kan høre til denne Klasse." (Til det senere trykte hører bl.a. de almueviser, som han udgav på foranledning af Selskabet for Efterslægten for om muligt at fortrænge "de dumme og usædelige Gadeviser".) De samlede digte betegner i virkeligheden afslutningen af Storms digteriske virksomhed; vi kunne altså her tage et overblik over den.
Som de ovenfor anførte ord af fortalen til Bræger godtgøre, delte Storm datidens gængse opfattelse: at det var en digters opgave, ikke just at udsynge det i hans sjæl, som trængte på for at finde udtryk, men at stræbe efter at udfylde tomme rubrikker i tidens poetiske litteratur. Imellem Storms samlede digte finder vi da også læredigte, oder, satirer, historiske romancer, selskabssange, drikkeviser og åndelige sange. Det allermeste af dette er uden poetisk værdi og også uden litteraturhistorisk betydning. Af hans åndelige sange bleve 10 optagne i Evangelisk-kristelig Salmebog, men kun et par af dem slap ind i Roskilde Konvents Salmebog, og ingen af dem er mere i levende brug.
Af hans øvrige digtning har kun én sang beholdt livskraft i sig det efterfølgende århundrede: Zinklars Vise (den stammer vist fra slutningen af 1781). Storm er ikke den første, som forsøger sig i den historiske romance, men Zinklars Vise er dog den første læselige af den art, og Storm bliver derved på en måde denne poetiske genres grundlægger. Thorvald Vidførle (med omkvædet: "Men Thorvald har reddet sin Konge") er hans næstbedste digt i denne retning.

## Skolevirksomhed
Storm slutter, som allerede bemærket, i det væsentlige sin digteriske virksomhed omkring 1785. Fra nu af træder skolemanden i forgrunden. I 1786 stiftede en kreds af bekendte mænd Selskabet for Efterslægten; Storm var en af medstifterne og kom til at spille en betydelig rolle i dets virksomhed. Blandt de opgaver, selskabet satte sig, var den vigtigste stiftelsen af en realskole for børn og i forbindelse dermed afholdelse af populære foredrag for ældre børn og unge mennesker over emner fra forskellige videnskaber.
Foredragene kom først i gang; de holdtes om eftermiddagen, og Storm læste 4 timer om ugen over "Leveklogskab", geografi, dansk sproglære og græsk og nordisk mytologi. Det er gennem disse mytologiske forelæsninger, at den unge Adam Oehlenschläger senere føres ind i den nordiske gudeverden. Da selve skolen kom i gang, fik Storm fuldt op at gøre; der gik ikke en dag, uden at han besøgte den, enten for selv at undervise eller for at føre tilsyn med undervisningen. Det var da ganske naturligt, at han fra 1790 knyttedes fastere til skolen som en slags overinspektør. Hidtil havde hans virksomhed været helt gratis; nu fik han fri bolig på skolen. Efterslægtselskabet havde sat sig den opgave at skabe en realskole, i hvilken de gamle sprog trådte tilbage (latinen fik kun 2 ugentlige timer, græsk ingen), mens dansk, historie, de nyere sprog, naturfagene osv. trådte i forgrunden. End videre blev det fremhævet, at hovedopgaven skulle være, "saa vidt saadant ved Undervisningen kan ske, at danne Børnenes moralske Karakter".
Skolen skulle være karakteropdragende, og opdragelsen skulle foregå på en human, virkelig pædagogisk måde. Det gamle propnings- og pryglesystem ville man intet have med at gøre. Og når det lykkedes skolen forholdsvis godt at løse denne opgave, tilkommer æren derfor i første række Storm. Han forstod at fængsle børnene ved sin undervisning (han optrådte også som skolebogsforfatter med en lille geografi), men det vigtigste var dog den opdragende indflydelse, han, rent umiddelbart, havde på dem gennem sin jævne, ædle karakter. "Jeg er", skriver han i et brev, "og saa aldeles i Besiddelse af Børnenes Venskab og Fortrolighed, at jeg kan med en Mine faa dem til alt, hvad jeg vil. Hver Søndag har jeg en Sværm af dem, som komme til mig blot for at tale med mig."
"Ethvert fornuftigt Menneske", skriver Storm i et brev, "maa i alle sine Anlæg forestille sig altid det værste og sletteste Udfald for at vænne sin Sjæl til med Lydighed og Hengivenhed at tage imod den himmelske Faders Vilje, ihvordan den end er." Vi har Storms hele karakter i disse ord. Begyndelsen af dem røber en vis gammelmands-forsigtighed. Han var ingen stærk natur med store drømme og dristige tnker. Men slutningen af de anførte ord må ikke overses; Storm var en virkelig from natur. "Jeg har lært af Erfaring", siger han et sted, "at der uden Religion og Gudsfrygt er ingen sand Lyksalighed til." Og hans religiøsitet var ikke mørk og sygelig. Han skriver en gang til den før omtalte Jacob Danielsen: "Hvad mit Sind angaar, da er det gemenligen muntert og sorgløst. Hele Skabningen, er for skjøn til at beskues igjennem Taarer. Vor Jord er alt for yndig til at være en Grædedal for sande troende Kristne".
Storm var en fordringsløs og beskeden Natur; men man satte pris på hans karakter og evner og ønskede at drage nytte af dem. Han blev anmodet om at indtræde i den Salmebogskommission, der blev nedsat i 1790 for at udarbejde en ny salmebog, og en måned før sin død udnævntes han til at være en af direktørerne for det Kongelige Teater. Storms helbred havde i adskillige år været meget skrøbeligt; i sommeren 1794 forværredes det meget, og 29. september samme år døde han.